# Методи ведення війни проти України в російсько-українській війні
Методи ведення війни проти України в російсько-українській війні — сукупність оголошених та неоголошених методів, застосованих Росією при здійсненні нею збройної агресії проти України для досягнення власних геополітичних цілей у протистоянні Росії і України, в більш широкому розумінні, — в протистоянні Росії і Заходу.

## Загальні методи ведення гібридної війни проти України
Висока технологічна та продовольча залежність Росії від розвинутих країн спонукала Росію на використання методів, що мали сприяти виникненню в Україні внутрішніх конфліктів, які б дозволили Росії приховати свої справжні наміри. Для цього Росія розробила та впровадила цілу низку заходів, направлених проти держави Україна, її політичного керівництва, української культури, та, загалом, всього народу. Серед таких методів виділяються наступні:
- створення в Україні внутрішніх суспільних протиріч шляхом штучного розпалювання міжнаціональної ворожнечі та пропаганди «російського світу» аж до ведення проти України інформаційної війни;
- створення в Україні економічних проблем шляхом створення нерівних умов в економічних відносинах та протидії зв'язкам України з сусідніми країнами з переходом протистояння в економічну війну;
- підтримка в Україні сепаратизму та тероризму аж до здійснення актів державного тероризму;
- сприяння організації та створенню в Україні нерегулярних незаконних збройних формувань та їх оснащення;
- погрози захоплення частини території України шляхом відкритого застосування військових сил Росії проти України.

## Методи ведення «холодної війни» до початку збройної агресії
Методи ведення гібридної війни проти України почали застосовуватися Росією задовго до початку збройної агресії проти України, на ранніх етапах — як політичний, економічний та інформаційний тиск на Україну, приводом до якого слугував «захист інтересів Росії та російськомовних». Таким чином в свідомості російського населення поступово створювався образ України, як недружньої, ворожої до Росії держави. Так, наприклад, теза про те, що «Україна краде російський газ» мусується в російському інформаційному просторі з 1993 року, а з 1999 і донині — активно використовується російською пропагандою, при цьому за весь цей час не було жодного розслідування або судового рішення, які б підтвердили факти крадіжок.

## Методи при окупації Криму
Одним з дієвих — відповідно до дій російського політичного та військового командування — методів здійснення агресії проти України є використання цивільного населення як живого щита. Яскравим підтвердженням використання цього методу є відома заява Путіна про російських військових, які стануть позаду цивільного населення. Цей метод застосовувався російською стороною при захопленні військових містечок ЗС України в комплексі з застосуванням бронетехніки.

## Методи при окупації сходу України
При окупації Донбасу Росія здійснила масштабне приховане військове вторгнення. Так, представники ОБСЄ виявили лише на двох пунктах пропуску на україно-російському кордоні близько 30000 людей у військовій уніформі, які перетнули кордон з боку Росії.

### Живі щити
Російські війська також широко застосовували апробований при захопленні Криму метод прикриття своїх позицій цивільним населенням. Для цього, починаючи з ранніх стадій конфлікту, російські окупаційні війська та проросійські бойовики розміщують вогневі позиції у житлових кварталах та ведуть вогонь з самих житлових будинків чи біля будинків.
У серпні 2014 року підрозділи бандформування «ОБОН» вели регулярні обстріли українських військ з території Луганська силами щонайменше 8 гаубиць Д-30.
У вересні 2014 року було зафіксовано роботу реактивної артилерії проросійських бойовиків «Оплоту» з житлових кварталів Докучаєвська.
У липні 2014 року жителька Донецька в розмові з «народним губернатором» Павлом Губаревим звинувачує сепаратистів у встановленні установок на дахах будинків.
У жовтні 2014 року жителька із зони бойових дій нарікає на зенітну установку, що була встановлена проросійськими бойовиками у дворі школи.
Подібна практика застосовувалась також при ударах по Донецькому аеропорту.
У грудні 2014 року численні відео зафіксували роботу проросійської артилерії у безпосередній близькості від житлових кварталів у Донецьку. У січні 2015 та ж тактика бойовиків була зафіксована на відео у Горлівці.
В січні-лютому 2017, під час боїв за Авдіївку російська артилерія, в тому числі з використанням реактивних систем залпового вогню, вела вогонь безпосередньо з міста Донецьк, прикриваючись мирним населенням міста. Залпи реактивної артилерії були зняті на відео.

### Обстріли цивільного населення
Окрім прикриття своїх військових цивільним населенням на Донбасі, на відміну від Криму, російським керівництвом також був застосований метод ведення війни, що полягає у завданні значної шкоди цивільному населенню в прогресивних до зони бойових дій районах. Цей метод має за мету створення у цивільного населення на підконтрольній Україні території стійкої асоціації руйнувань з наявністю в цих районах українських збройних сил. Для цього російські окупаційні війська та проросійські бойовики застосовують тактику обстрілів населених пунктів, що контролюються українськими військовими, під час яких зазнають руйнувань не тільки житлові будинки, але й школи, об'єкти інфраструктури та пам'ятники.
У жовтні-листопаді 2014 року, в умовах досягнутих у вересні домовленостей з припинення вогню, об'єктами обстрілів стали міста на лінії зіткнення. Обстріли проросійськими бойовиками завдавали руйнувань інфраструктурі і збільшували число постраждалих у Дебальцевому, Авдіївці, Попасній та інших поселеннях. За кілька днів обстрілів виводилося з ладу до 20 цивільних об'єктів.
18 липня 2014 року ринок «Восточний» Луганська зазнав мінометного обстрілу. Припускається, що обстріл вівся з лісопосадки, контрольованої бойовиками ЛНР.
22 січня 2015 року мінометами була обстріляна зупинка громадського транспорту «Завод Донгормаш». Внаслідок вибуху двох мін загинули 8 осіб, ще 13 отримали поранення. Бойовики одразу звинуватили у обстрілі ЗСУ. Спершу зброєю було названо 82-мм міномет, потім 120-мм міномет. Проте позиції українських військ були у понад 15 кілометрів від місця обстрілу, що виходить далеко за межі радіуса дії подібних мінометів. У повідомленні бойовиків через рік вони стверджували, що обстріл було здійснено з артилерійської установки великої потужності 2С7 «Піон» калібру 203 мм.
25 січня 2016 року номінальний ватажок російських терористів Олександр Захарченко на виступі перед студентами Донецької національної академії будівництва і архітектури в окупованому Донецьку зізнався, що російські бойовики вщент спалили село Кожевня під час однієї з наступальних операцій. Згодом російські терористи поширили в інтернеті відеохроніку штурму села влітку 2014 року. Названа ними мета — захоплення ділянки державного кордону з Росією задля забезпечення безперешкодного постачання військової техніки та боєприпасів. За словами журналіста Дениса Казанського, з оприлюдненого відео випливає, що село було знищене збройним формуванням ДРГ «Рязань», яке складається переважно із найманців із Росії.
У листопаді 2016 року білорус Сергій Бондар, що воював у складі проросійських збройних угруповань, зізнався, що бойовики Ігоря Плотницького обстрілювали Луганськ у 2014 році, щоб посіяти паніку. За його словами, диверсанти були з числа колишніх міліціонерів — вони діяли під керівництвом Плотницького, обстрілювали місто з мінометів. Пересувалися містом на автомобілі «швидкої» або на водовозі, зазвичай давали по парі залпів і швидко змінювали позицію. Одного разу подібного диверсанта було затримано, проте через деякий час він був звільнений за наказом Плотницького.
У грудні 2016 року один з ватажків проросійських бойовиків, перший голова ЛНР Валерій Болотов зізнався, що бойовики батальйону «Заря», яким командував Ігор Плотницький, влітку 2014 року обстрілювали підконтрольні проросійським формуванням населені пункти, зокрема Луганськ, з метою розпалення ворожнечі і ненависті до української армії. Фото і відеоматеріали із жертвами обстрілів широко поширювалися російськими ЗМІ, які звинувачували у цих злочинах Україну. У січні 2017 року Болотова було знайдено померлим у своїй квартирі у Москві.
Бойовик ДНР Дмитро Редькін з позивним «Мітяй» у своєму інтерв'ю повідомив, що бойовики Захарченка із «Оплоту» спеціально вели обстріли Донецьку з мінометів, щоб звинуватити у цьому українську сторону.
Після усунення Плотницького з посади ватажка ЛНР у листопаді 2017 року, Ігор Корнет та МДБ ЛНР виклали відео свідчення одного з учасників батальйону «Заря». Віталій Воротилін, уродженець Краснодону і член батальйону, стверджував, що в батальйоні служили «українські диверсанти», що були залучені до обстрілів цивільного населення — шкіл, базарів, лікарень. Один з «диверсантів» — Добровецький, з позивним «Тринадцятий», командувач мінометного розрахунку 1-ї роти. Він підкреслив, що батальйоном тоді керував Плотницький і діяльність Добровецького не могла здійснюватися без відома Плотницького.

### Катування військовополонених
З метою залякування проросійські терористи широко застосовують катування захоплених у полон українських добровольців, правоохоронців та військових. За окремими оцінками, близько 87% військовополонених, що вижили у полоні, зазнавали катувань. Серед закатованих на смерть — Герой України Ігор Брановицький.

## Оцінки
- За оцінкою Семюела Чарапа, російська стратегія використання військової сили у конфлікті з Україною полягає у тому, що російська армія не виконує, за великим рахунком, чисто військові задачі, а застосовується в першу чергу для досягнення політичних цілей — для актів примусу супротивника до покори у вигляді політичних поступок, і подальшого залякування ймовірністю можливого застосування військової сили у ще більшому масштабі.[39]
- У роботі Майкла Кофмана продовжується аналіз застосування військової сили Росією, і розвивається головна ідея Семюела Чарапа. За Кофманом, Росія надає перевагу використовувати військову силу «швидко та дешево», тобто у чітко дозованих об'ємах, достатніх винятково для досягнення поставленої політичної цілі, і ні на дещицю більше. Причиною для застосування лише обмежених військових операцій є острах міжнародної реакції, для чого Росія прагне забезпечити можливість заперечувати її участь, мати значно більші об'єми військової потужності на похваті у резерві, уникати участі регулярних сил у затяжних боях і операціях, що дало б змогу супротивникам організувати вдалі контрдії.[40]
- За оцінкою доктора Філіпа Карбера, російська агресія є війною нового покоління, що поєднує в собі конфлікт низької інтенсивності та приховану участь держави-агресора з прямим її втручанням, навіть бравадою.[41]

## Матеріали
- Bret Perry, Non-Linear Warfare in Ukraine: The Critical Role of Information Operations and Special Operations(англ.) // Small Wars Journal, 14.08.2015
- Зізнання Болотова: Хронологія розстрілу Луганська бойовиками влітку-2014 (ФОТО, ВІДЕО) // Depo.Донбас, 12 грудня 2016